# پادشاهی فرانسه (۱۷۹۱–۱۷۹۲)
پادشاهی فرانسه (به فرانسوی: Monarchie constitutionnelle française)، حکومتی مشروطه که از ۳ سپتامبر ۱۷۹۱ تا ۲۱ سپتامبر ۱۷۹۲، جانشین پادشاهی مطلقه فرانسه شد.